# Klucz stroński
Klucz stroński (klucz Stronie, niem. Herrschaft Seitenberg) – historyczna nazwa dóbr ziemskich we wschodniej części ziemi kłodzkiej, utworzonych w XVII w. przez hr. Michaela Wenzela von Althanna, wzmiankowanych po raz pierwszy w dokumentach z 1743 r.

## Zasięg
W skład klucza w jego najszerszych granicach wchodziły następujące wsie:
- Bolesławów – Wilhelmsthal,
- Janowa Góra – Johannesberg,
- Kamienica – Kamnitz,
- Kletno – Klessengrund,
- Marcinków – Martinsberg,
- Młynowiec – Mühlbach,
- Rogóżka – Wolmsdorf,
- Sienna – Heudorf,
- Stara Morawa – Alt Mohrau,
- Stronie Śląskie – Seitenberg,
- Nowa Morawa – Neu Mohrau,
- Strachocin – Schreckendorf,
- Rohrbach – dobra związane z Goszowem – Gompersdorf,
- Stary Gierałtów – Alt Gersdorf,
- Nowy Gierałtów – Neu Gersdorf,
- Bielice – Bielendorf.

W skład klucza wchodziły ponadto rozległe lasy w Górach Bialskich i części Masywu Śnieżnika. Obszar ten pokrywa się mniej więcej z terenem dzisiejszej gminy Stronie Śląskie w woj. dolnośląskim.

## Historia klucza

### Althanowie 1684–1733
Ziemie wchodzące w skład klucza scalił hr. Michał Wenzel von Althann (1630-1686), starosta hrabstwa kłodzkiego, członek cesarskiej komisji alienacyjnej, odkupując je w 1684 r. od cesarza Leopolda I Habsburga. Sprzedaż wiązała się z wyprzedażą dóbr koronnych i zbieraniem funduszy na wojnę z Turkami. Kupione zostały wtedy powyższe wsie z wyjątkiem Starego i Nowego Gierałtowa oraz Bielic, które zakupiono później od barona Hofmanna von Lichtenstern w zamian za Rogóżkę Konradów. Z nabytych ziem Michael Wenzel utworzył klucz stroński.
Michael Wenzel zmarł w 1686 r.; klucz stroński przejęła wdowa po nim Anna Maria z domu hrabianka Aspermont und Reckheim. Wehse podał, że dobra klucza wdowa sprzedała w 1720 r. swojemu młodszemu synowi hr. Michaelowi Friedrichowi von Althannowi, późniejszemu biskupowi Veszprém na Węgrzech i wicekrólowi Neapolu. Według Köglera wdowa zarządzała dobrami do swojej śmierci w 1723 r. i dopiero później klucz stroński trafił do jej syna.

### Wallisowie 1733–1783
W 1733 r. klucz kupił feldmarszałek hr. Georg Olivier von Wallis, pan na Trzebieszowicach i Wolanach, który w 1738 r. włączył do klucza dobra sędziowskie w Strachocinie. Od 1744 kluczem zarządzały żona i teściowa hrabiego w imieniu jego małoletniego syna. Młodszy hr. Stephan Olivier von Wallis przejął zarządzanie w 1765 r. W 1783 rozpoczął wyprzedaż klucza.

### Zmiany właścicieli 1783–1838
W 1783 r. właścicielem klucza stał się drogą kupna hrabia Ludwig Wilhelm von Schlabrendorf, pan na Goszycach i Stolcu, dziedziczny krajowy dyrektor budów. Przypuszczalnie w 1784 lub 1790 r. klucz z wyjątkiem Rogóżki oraz Starego i Nowego Gierałtowa nabył Joseph Bernhard von Mutius, królewski radca sądowy i pan na Starym Zdroju.

### Marianna Orańska i jej spadkobiercy
W 1838 r. od spadkobierców rodziny von Mutius klucz stroński oraz majątek rycerski Strachocin kupiła królewna Marianna Orańska i w posiadaniu jej potomków był on do 1940 r. (ostatnim po mieczu był książę Friedrich Heinrich Hohenzollern). 